# 2023년 메이저 리그 베이스볼 시즌
2023년 메이저 리그 베이스볼 시즌(2023 Major League Baseball season)은 3월 30일에 시작되었다. 제93회 올스타전은 7월 11일 워싱턴주 시애틀의 TT-모바일 파크에서 시애틀 매리너스가 주최하여 열렸으며, 내셔널 리그가 3-2로 승리했다. 정규 시즌은 10월 1일에 끝났고, 포스트시즌은 10월 3일에 시작되어 11월 1일 월드시리즈 5차전을 끝으로 마무리되었다. 이번 시즌에는 몇 가지 규칙 변경이 있었다. 경기 속도를 높이기 위해 투구 시계가 도입되었고, 기타 사소한 변경 사항도 적용되었으며, 수비 시프트와 더 많은 베이스에 대한 제한도 도입되었다.

## 은퇴
다음 선수와 코치는 2023 시즌과 2024 시즌 시작 전에 은퇴했다.
- 애덤 웨인라이트
- 미겔 카브레라
- 로렌조 케인
- A. J. 라드윅
- 로빈슨 치리노스
- 맷 하비
- 아니발 산체스
- 채드 핀더
- 바톨로 콜론
- 세스 프랭코프
- 콜 해멀스
- 호세 바티스타
- 대니얼 머피 (1985년)
- 애덤 존스 (야구 선수)
- 션 둘리틀
- 타일러 클리파드
- 라이언 고인스
- 이언 케네디
- 넬손 크루스
- 도미니카 공화국 프로 야구 리그
- 잭 브리턴
- 토미 헌터
- 안드렐톤 시몬스
- 마이클 브랜틀리
- 코리 클루버
- 에릭 호스머
- 조시 도널드슨